# ホースシューベンド
座標: 北緯36度52分50秒 西経111度31分17秒 / 北緯36.880423060190736度 西経111.52148816096489度
ホースシューベンド（Horseshoe Bend）とは、アメリカ合衆国アリゾナ州ページの町付近にある、コロラド川が蹄鉄（horseshoe）の形に穿入蛇行している場所の名前である。グレンキャニオンダムとパウエル湖から少し下流、ページの南約6キロメートルに位置している。国道89号線から1.2キロメートル歩くとたどり着ける。